# Avskær
Avskær eller Ausker (svensk: Avaskär) var en by i Christianopel Sogn, Øster Herred, i Blekinge. 
By omtales første gang 1350 og eksisterede frem til 1600, da den sammen med Lykkeby mistede sine købstadsprivilegier til fordel for den nyanlagte fæstningsby Christianopel. 
Avskær var i middelalderen en lille by, beliggende kun seks km fra den svenske grænse. Byen var derfor ramt af flere træfninger og brande under de svensk-danske krige.
I 1451 mødtes den svenske kong Karl Knutsson (Bonde) og Danmarks konge Christian 1. i Avskær om retten til Gotland.
Under Den Nordiske Syvårskrig blev byen brændt ned af svenskerne (15. september 1563). Selvom byen blev genopbygget, var dens storhedstid ovre.
I 1598 landede Sigismund med sin flåde i Avskær for derfra at drage til Kalmar og hævde sin ret til den svenske trone. Året efter besluttede Christian 4. at anlægge en ny og bedre befæstet by kaldet Christianopel, og Avskær forsvandt fra historien.